# Kim Na-young (judokate)
Pour les articles homonymes, voir Kim Na-young.
Dans ce nom coréen, le nom de famille, Kim, précède le nom personnel.
Kim Na-young (coréen : 김나영), née le 6 janvier 1988, est une judokate sud-coréenne.

## Palmarès international en judo
| Jeux asiatiques     | Jeux asiatiques | Jeux asiatiques |
| Année               | Médaille        | Catégorie       |
| ------------------- | --------------- | --------------- |
| 2006                | bronze          | +78 kg          |
| 2010                | argent          | ouverte         |
| 2010                | bronze          | +78 kg          |
| Championnats d'Asie |                 |                 |
| Année               | Médaille        | Catégorie       |
| 2009                | bronze          | +78 kg          |
| 2009                | argent          | ouverte         |
| 2011                | argent          | +78 kg          |
| 2012                | bronze          | +78 kg          |
| Universiade         |                 |                 |
| Année               | Médaille        | Catégorie       |
| 2009                | bronze          | ouverte         |
| 2009                | argent          | par équipes     |
| 2011                | argent          | +78 kg          |